# Galina Bystrova
Galina Bystrova (Unión Soviética, 8 de febrero de 1934-11 de octubre de 2009) fue una atleta soviética, especializada en la prueba de pentatlón en la que llegó a ser medallista de bronce olímpica en 1964.

## Carrera deportiva
En los JJ. OO. de Tokio 1964 ganó la medalla de bronce en la competición de pentatlón, con una marca de 4956 puntos, siendo superada por la también soviética Irina Press (oro) y la británica Mary Rand (plata).